# Marceline Desbordes-Valmore
Marceline Desbordes-Valmore (Douai, 20 juni 1786 - Parijs, 23 juli 1859) was een Franse dichter, schrijver en actrice.
Ze werd geboren in Douai. Na de Franse Revolutie raakte het bedrijf van haar vader in verval en reisde ze met haar moeder naar Guadeloupe op zoek naar financiële hulp van een ver familielid. Haar moeder stierf daar aan gele koorts en Marceline moest terugkeren naar Frankrijk. Toen ze 16 was begon ze, inmiddels teruggekeerd in Douai, een carrière op het toneel. In 1817 trouwde ze met haar tweede echtgenoot, de acteur Prosper Lanchantin-Valmore.
In 1819 publiceerde ze Élégies et Romances, haar eerste poëtische werk. Haar melancholische, elegische gedichten worden bewonderd om hun elegantie en emotionele karakter. In 1821 publiceerde ze het verhalende werk Veillées des Antilles. Het bevat onder andere de novelle Sarah, een belangrijke bijdrage aan het genre van slavenverhalen in Frankrijk.
Marceline was actrice en zangeres in Douai, Rouen, de Opéra-Comique in Parijs, en het Théâtre de la Monnaie in Brussel, waar ze bekend werd door haar rol als Rosine in Le Barbier de Séville van Beaumarchais. Ze ging in 1823 met pensioen. Later raakte ze bevriend met de romanschrijver Honoré de Balzac. Hij schreef ooit dat ze de inspiratie was voor het titelkarakter van La Cousine Bette.
Haar elegieënbundel uit 1819 maakt van haar een van de grondleggers van de Franse romantische poëzie. Haar poëzie staat bekend om de duistere en deprimerende thema's, die haar onrustige leven weerspiegelen. Ze is de enige vrouwelijke schrijver die deel uitmaakt van de beroemde bloemlezing Les Poètes maudits die Paul Verlaine in 1884 publiceerde. Haar poëzie was ook te vinden in de bibliotheek van Friedrich Nietzsche.
Ze stierf op 23 juli 1859 in Parijs.